# 気仙沼市立病院
気仙沼市立病院（けせんぬましりつびょういん）は、宮城県気仙沼市にある公立病院である。

## 沿革
- 1878年（明治11年）7月22日 郡区町村編制法制定に伴い、当地にも郡制が施行。
- 1880年（明治13年）5月21日 本吉郡気仙沼村に県立宮城病院（現東北大学病院）の気仙沼分局として開設。
- 1884年（明治17年）10月 県立宮城病院の廃止に伴い、本吉郡立気仙沼病院と改称。
- 1889年（明治22年）4月1日 気仙沼村が町制施行し気仙沼町となる。
- 1899年（明治32年）3月 気仙沼町外七ヶ村病院組合立病院となる（一部事務組合方式）。
- 1932年（昭和7年）11月 気仙沼町河原田（北緯38度54分3.8秒 東経141度34分26.2秒 / 北緯38.901056度 東経141.573944度）に新築移転。
- 1953年（昭和28年）6月1日 気仙沼町が市制施行して気仙沼市となる。
- 1964年（昭和39年）5月 気仙沼市田中（北緯38度53分40.1秒 東経141度33分51.2秒 / 北緯38.894472度 東経141.564222度）に新築移転し、公立気仙沼総合病院と改称。
- 1997年（平成9年）3月 宮城県災害拠点病院（地域災害医療センター）に指定。
- 2004年（平成16年）3月 宮城県地域周産期母子医療センターに指定。
- 2006年（平成18年）3月 気仙沼市と本吉郡唐桑町の合併に伴い、気仙沼市立病院（現称）と改称。
- 2017年（平成29年）10月29日 気仙沼市赤岩杉ノ沢に新築移転[1]。外来診察は11月2日開始[2]。

## 診療科
- 内科・消化器内科
- 心療内科
- 呼吸器内科
- 循環器内科
- 小児科
- 外科
- 整形外科
- 脳神経外科
- 皮膚科
- 泌尿器科
- 産婦人科
- 眼科
- 耳鼻咽喉科
- リハビリテーション科
- 放射線科
- 歯科口腔外科

診療協働部門
- 看護部
- 薬剤科
- 栄養管理室
- 中央検査科

## 医療機関の指定等
- 保険医療機関
- 救急告示医療機関
- 労災保険指定医療機関
- 指定自立支援医療機関（更生医療・育成医療・精神通院医療）
- 身体障害者福祉法指定医の配置されている医療機関
- 生活保護法指定医療機関
- 戦傷病者特別援護法指定医療機関
- 原子爆弾被害者医療指定医療機関
- 第二種感染症指定医療機関
- 母体保護法指定医の配置されている医療機関
- 災害拠点病院
- 臨床研修指定病院
- 地域周産期母子医療センター

## アクセス
- 東日本旅客鉄道（JR東日本）気仙沼線BRT・気仙沼市立病院駅またはミヤコーバス「気仙沼市立病院」下車。

- JR気仙沼駅よりタクシー10分(R45経由)
- JR不動の沢駅よりタクシー8分
- JR松岩駅よりタクシー9分